# Badlands (pjesma Brucea Springsteena)
"Badlands" je pjesma Brucea Springsteena s njegova četvrtog albuma Darkness on the Edge of Town iz 1978. i drugi singl objavljen s njega. Pjesma govori o čovjeku kojeg ne služi sreća i koji je bijesan na svijet te želi ostvariti nešto više.

## Kompozicija
Na "Badlands" je prisutan klasični zvuk E Street Banda: nakon uvoda kratkim udarcima bubnjeva, pjesma se temelji na snažnom riffu klavira i električne gitare. Pjesma je iznimno dinamična, a Max Weinberg je na njoj pokazao svoj do tada najbrži ritam koji se sastoji od obrasca jedan-dva-tri-četiri-pet-šest(dva puta)jedan-dva-tri. Krajem pjesme se ubacuje kratki gitarski dio kao uvod u solo Clarencea Clemonsa na tenor saksofonu.
"Badlands" se nije uspjela probiti među 40 najprodavanijih singlova, zauzevši tek 42. poziciju, još gore nego prvi singl s albuma "Prove It All Night". Međutim, pjesma je često puštana na radijskim postajama progresivnog rocka i onim orijentiranim na rock glazbu. Pojavila se na sedam Springsteenovih izdanja: Darkness on the Edge of Town, Live/1975-85, Greatest Hits iz 1995., Live in New York City, Live in Barcelona, The Essential Bruce Springsteen i Greatest Hits iz 2009.

## Povijest koncertnih izvedbi
Kao što to pokazuje pojavljivanje na tri koncertna albuma, "Badlands" je sastavni dio koncerata Springsteena i E Street Banda. Pjesma je otvarala nastupe na Darkness Touru 1978. prije nego što je sam album objavljen. Zadržala se pri kraju ili na samom kraju koncerata tijekom River Toura 1980. i 1981., a na Born in the U.S.A. Touru je izvođena dok na red nisu došli stadionski koncerti. Tijekom Tunnel of Love Express turneje 1988. pjesma nije izvođena. Na Other Band Touru 1992. i 1993. se ponovno pojavila, uglavnom kako bi podigla raspoloženje u prvom dijelu koncerata. No, na Reunion Touru 1999. i 2000. i Rising Touru 2002. i 2003. pjesma je izgubila tu ulogu jer ju je Springsteen koristio nakon nekih manje poznatih i novijih brojeva.

## Vanjske poveznice
- Stihovi "Badlands" na službenoj stranici Brucea Springsteena